# Міхаель Кюнен
Міхаель Алоїзіус Альфонс Кюнен (нім. Michael Aloysius Alfons Kühnen; 21 червня 1955— 25 квітня 1991) — колишній лідер німецького неонацистського руху. Кюнен був одним із перших німців після Другої світової війни, які відкрито прославляли нацизм і закликали до створення Четвертого рейху. Міхаель Кюнен запровадив політику створення кількох груп з різними назвами, щоб заплутати німецьку владу, яка намагалася закрити неонацистські групи. Про гомосексуальність Кюнена стало відомо в 1986 році, а в 1991 році він помер від ускладнень, пов'язаних з ВІЛ.

## Раннє життя
Кюнен був вихований як переконаний римо-католик, і спочатку прийшов у політику в ранньому підлітковому віці як маоїст. Влаштувавшись на роботу в корабельню у Гамбурзі, Кюнен став ультраправим, приєднавшись до місцевої молодіжної групи Національно-демократичної партії Німеччини (NPD). Він недовго був членом в NPD, згодом назвавши членів партії «буржуазним натовпом свиней» і покинувши партію, щоб приєднатися до неонацистського руху.

## 1970-ті роки
Після виходу з NPD Кюнен недовго служив у німецькій армії, але був звільнений у 1977 році за спробу поширювати нацистську пропаганду у своїй казармі. В тому ж році він навчався в Університеті Гельмута Шмідта (спочатку відомому як Університет федеральних збройних сил Німеччини в Гамбурзі), розташованому в Гамбурзі. Після того як його звільнили він зробив перші кроки в організації нового руху, створивши Фронт дії націонал-соціалістів. Спочатку організація складалася лише з Кюнена, але незабаром він налагодив контакти з однодумцями по всій Західній Німеччині, що призвело до створення загальнонаціональної мережі осередків. Через деякий час група стала відомою своєю насильницькою діяльністю, яка включала пограбування банків і рейди зі зброєю, часто працюючи в тандемі з іншими подібними групами, такими як Wiking-Jugend. Лідер групи, Кюнен був заарештований у 1979 році та засуджений до трьох з половиною років ув'язнення за підбурювання до насильства та расової ненависті. Звільнений у 1982 році, Кюнен спробував реорганізувати Фронт дії націонал-соціалістів, об'єднавши його з національними активістами Томаса Брела, але цим спробам завадило Міністерство внутрішніх справ, яке заборонило групу в листопаді 1983 року.

## 1980-ті роки
Після заборони ANS/NA Кюнен звернув увагу на новоутворену Вільну німецьку робітничу партію (FAP) і заохотив своїх прихильників проникнути в групу та взяти її під контроль. Заявка Кюнена була успішною (значною мірою через досить незначне відношення FAP до Кюнена), попри це, він виявив, що підтримка його справи зменшилася через його ув'язнення. Дехто вважає, що це сталося через відхід від ортодоксального нацизму до штрассеризму в німецькому підпіллі, що залишило позицію Кюнена дещо скомпрометованою. Потім Кюнен почав шукати натхнення в Ернста Рема, і відмовився від повної підтримки Адольфа Гітлера, засуджуючи гітлерівські чистки проти СА та закликаючи повернутися до нацизму до 1934 року. Разом із проникненням у 1984 році він також створив власну групу наступників Gesinnungsgemeinschaft der Neuen Front (Спільнота однодумців Нового Фронту).
Коли поширювалися чутки про те, що Кюнена збираються заарештувати, він втік до Парижа на початку 1984 року і шукав притулку в неонацистській групі Fédération d'actionnationale et européenne (FANE), з якою він раніше встановив контакти. Під час співпраці з FANE він відвідав Іспанію та зустрівся з Леоном Дегрелем, налагодивши стосунки з колишнім співробітником Waffen-SS, який став центральним гравцем в Іспанському колі друзів Європи (CEDADE). Кунен був заарештований у Парижі та екстрадований до Німеччини, щоб постати перед судом за низкою звинувачень у неонацизмі. Його засудили на чотири роки позбавлення волі.
У 1986 році, перебуваючи у в'язниці, Кюнен визнав себе геєм. У відповідь на критику в неонацистському русі він стверджував, що відсутність сім’ї означає, що він мав більше часу, щоб присвятити себе справі, і зазначив, що Ернст Рем також був геєм-нацистом. Через це Кюнен втратив значну підтримку серед різко гомофобних неонацистів. FAP розколовся, коли колишній союзник Кюнена Фрідгельм Буссе очолив ширше антигейське крило, яке фактично контролювало партію до 1989 року.
Кюнен був звільнений з в'язниці в березні 1988 року, і майже відразу створив нову групу Nationale Sammlung. Коли всеж й цю групу було заборонено наступного року, він запровадив політику створення групи за групою, намагаючись заплутати владу. З цих рухів «Німецька альтернатива» була найвідомішою. У цей період було виявлено, що Кюнен заразився ВІЛ.

## 1990-ті роки
Знову впроваджуючи свій підхід прямої дії, Кюнен очолив групу білих скінхедів Франкфурта-на-Одері 8 квітня 1991 року, щоб протестувати проти відкриття польського кордону. Попри присутність поліції, Кюнен очолював групу, яка кидала каміння та інші об'єкти в автомобілі, що перетинали кордон.
Кюнен помер 25 квітня 1991 року від захворювань, спричинених СНІДом. Його кремували на Kasseler Westfriedhof (Західне кладовище Касселя).
Інцидент на польському кордоні став останньою публічною акцією Кюнена. У Німеччині його смерть мала великий вплив на неонацизм; це означало втрату найбільш динамічного лідера, та те, що розбіжності, які він спричинив, будуть здебільшого залишені позаду. Його фактично змінив Крістіан Ворх, його найближчий союзник, якого Кюнен призначив взяти на себе керівництво.